# 석조비로자나불좌상 (보물 제335호)
석조비로자나불좌상(石造毘盧遮那佛坐像)은 대구광역시 북구, 경북대학교박물관에 있는 남북국 시대 신라의 불상이다. 1963년 1월 21일 대한민국의 보물 제335호로 지정되었다.

## 개요
석조비로자나불좌상(石造毘盧遮那佛坐像)은 경북대학교 박물관에 있는 석조여래좌상으로 통일신라 후기에 유행하던 비로자나불의 전형적인 양식을 보여주는 작품이다.
머리에는 작은 소라 모양의 머리칼을 붙여 놓았으며 얼굴은 몸에 비해 크고 둥글다. 당시 비로자나불의 얼굴이 단정하면서도 엄숙한 인상인데 비해서, 이 불상의 얼굴은 풍만하고 눈과 입가에 미소를 짓고 있는 것이 특징이다. 옷은 양 어깨를 두껍게 감싸고 있으며 옷주름은 형식적으로 처리된 모습이다. 어깨가 좁아서 체구가 현저히 왜소해진 모습이며, 양 발을 무릎에 올리고 발바닥이 하늘을 향한 자세로 앉아 있다. 손은 왼손 검지를 오른손으로 감싼 모습으로 비로자나불이 취하는 일반적인 손모양이다. 
부처의 몸에서 나오는 빛을 형상화한 광배(光背)는 배(舟) 모양으로 불상에 비해 매우 크게 표현되었다. 광배에는 두 손을 모아 합장하고 있는 작은 부처 5구가 새겨져 있고, 가장자리에는 불꽃무늬가 섬세하게 표현되어 있다. 불상이 앉아 있는 8각의 대좌(臺座)에는 화려한 꽃무늬와 동물상 등이 새겨져 있으나 상당히 형식적으로 처리된 모습이다.
좁은 어깨와 밋밋한 가슴, 작은 체구, 옷모양 등에서 당시 비로자나불의 일반적 특징을 잘 보여주고 있는 작품으로 신라 경문왕 3년(863)에 만들어진 동화사 석조비로자나불(보물 제244호)과 비슷한 시기에 만들어진 것으로 보인다.

## 같이 보기
- 대구 동화사 비로암 석조비로자나불좌상 (보물 제244호)

## 참고 자료
- 석조비로자나불좌상 - 국가유산청 국가유산포털